# 김영진 (1964년)
김영진(金榮鎭, 1964년 7월 26일 ~ )은 대한민국 경상남도의회 의원이다.

## 학력
- 창원상남초등학교
- 창원남중학교
- 마산용마고등학교
- 동국대학교 사범대학 교육학 학사

## 경력
- 서울강남 씨알학원 부원장
- 수원영통 종로학원 교무부장
- 다산학원장
- 노무현재단 경남지역위원회 운영위원
- 더불어민주당 경상남도당 교육특별위원장
- 2018년 7월 1일 ~ 2022년 6월 30일: 제11대 경상남도의회 의원

## 역대 선거 결과
|  | 12.01% |

|  | 58.06% |

|  | 38.10% |